# George William Morgenthaler
George William Morgenthaler là một nhà toán học người Mỹ tại Đại học Colorado tại Boulder nghiên cứu về giải tích.